# Kruševac
Kruševac je mesto v osrednji-južni Srbiji, ki je središče istoimenske občine in glavno mesto Rasinskega upravnega okraja ter sedež Kruševske pravoslavne eparhije.

## Demografija
Kruševac šteje okoli 54.000 prebivalcev na ožjem področju mesta in okoli 115.000 prebivalcev na področju cele občine.
|  | 13862 | 16638 | 21957 | 29509 | 53071 | 58808 | 57347 | 58745 | 53746 |
|  | 1948  | 1953  | 1961  | 1971  | 1981  | 1991  | 2002  | 2011  | 2022  |